# 아두이노 레오나르도

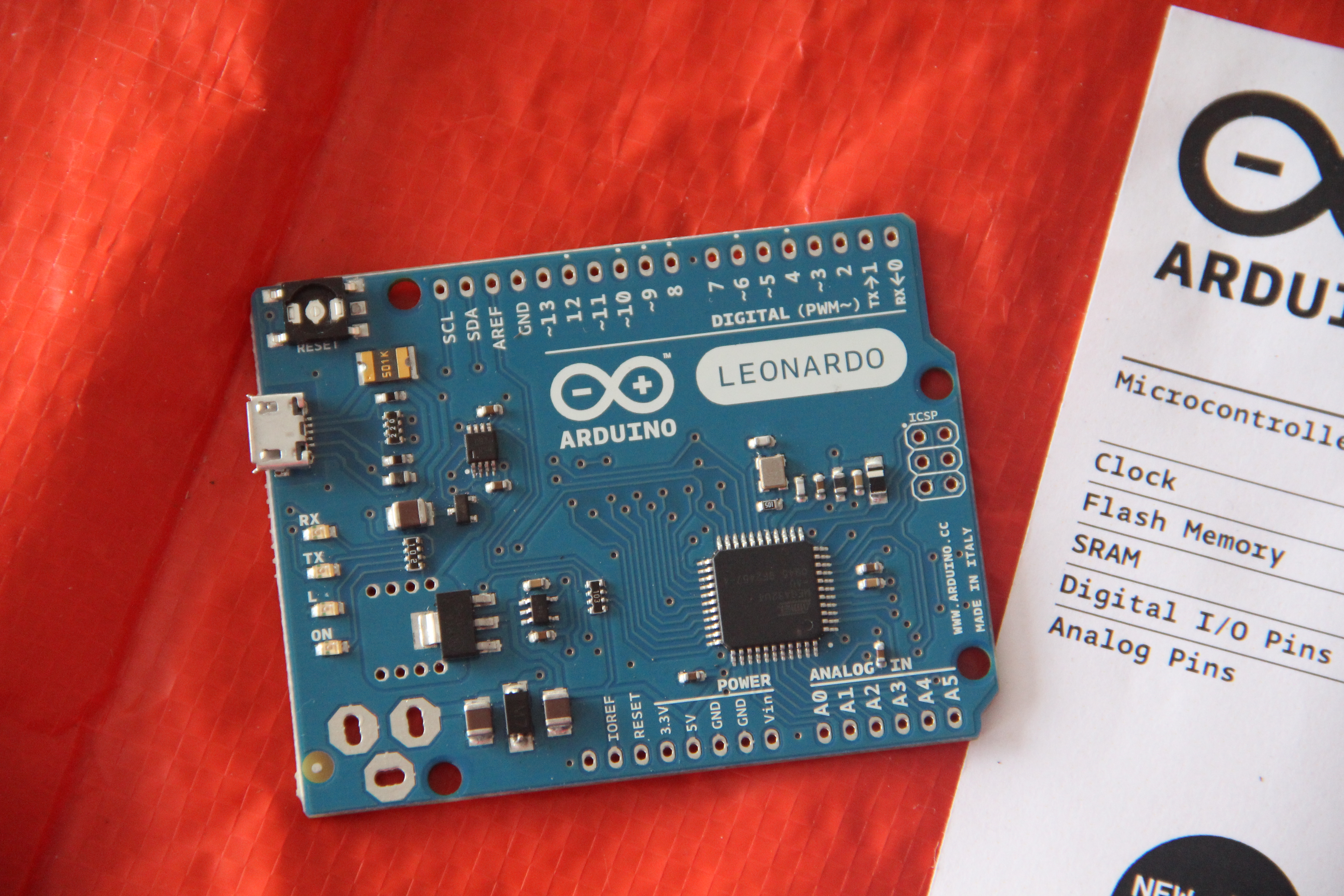
아두이노 레오나르도

아두이노 레오나르도(Arduino Leonardo)는 아두이노 보드로 마이크로컨트롤러 Atmega32U4칩을 사용하는 8 bit 연산의 아두이노이다.
ATmega32U4칩의 성능 스펙인  16 MHz / 8 MHz (5 V / 3.3 V)의 동작클럭과  플래시 메모리32KB, EEPROM 1KB, SDRAM2.5KB에서 작동한다.

## 특징
전원을 포함하는 시리얼 통신의 USB포트 외에 전용 시리얼 통신 포트인 Rx 및 Tx 핀을 별도로 가지고 있다.
6개의 아날로그 핀과 13개의 디지털 핀(7개의 PWM포함) , 5개의 파워핀 그리고 6개의 펑션핀을 가지고 있다.
자체 조작용 LED를 가지고 있어 임의로 컨트롤이 가능하며 전용 통신채널인 I2C 및 SPI핀을 갖고있다.
아두이노 우노(Uno) 및 이의 축소형인 아두이노 나노(Nano) 보드와는 다른 특징들을 갖고있다.

## 레오나르도 계열
아두이노 레오나르도(Arduino Leonardo)는 여러 호환되는 계열을 갖는 스핀오프의 모체중 하나인 아두이노 보드이다.
이들중 아두이노 프로 마이크로(Arduino Pro Micro)는 Atmega32U4칩을 사용하는 아두이노 레오나르도의 초소형 크기의 스핀오프이다.
아두이노 통합개발환경(IDE)에서 아두이노 레오나르도로 인식되는 보드들중 하나이며 안정된 호환성을 유지한다.
외부 인가전원은 16VDC가 최고치이나 일반적으로 12VDC에서 안정적인 편이다.
| |
| 4개의 아날로그핀,12의 디지털핀(5개의 PWM와5개의 아날로그변환핀포함), 2개의 시리얼포트 그리고 6개의 펑션핀(전원포함)를 갖는 아두이노 프로 마이크로 |

데이터를 전송하는 SDA(Serial Data)와 클럭을 전송하는 SCL(Serial Clock)의 2개의핀을 갖는 I2C통신채널과 SS(Slave Select)및 MOSI(Master Out Slave IN)와 MISO(Master In Slave Out), SCK(Serial Clock)의 4개의 핀을 갖는 SPI통신채널 및 외부 전원인가를 위한 RAW핀을 가지고있다.

## 같이 보기
- 라즈베리파이
- 오드로이드
- STM32